# 自由民主党の無派閥議員一覧
自由民主党の無派閥議員一覧 は、自由民主党の国会議員の中で、派閥に属さない無派閥の議員一覧である。
自由民主党の無派閥の国会議員は、2024年（令和6年）7月30日現在、衆議院議員119名、参議院議員73名の計192名である。この他、衆議院議長の額賀福志郎（茂木派）と参議院議長の尾辻秀久（茂木派）は、役職在任中は派閥離脱中のため無派閥議員となっている。

## 衆議院議員
| 船田元 （14回、栃木1区）     | 逢沢一郎 （13回、岡山1区）   | 石破茂 （13回、鳥取1区）      | 村上誠一郎 （13回、比例四国）  | 中谷元 （12回、高知1区）     |
| 古屋圭司 （12回、岐阜5区）   | 岸田文雄 （11回、広島1区）   | 渡海紀三朗 （11回、兵庫10区） | 野田聖子 （11回、岐阜1区）     | 浜田靖一 （11回、千葉12区）  |
| 岩屋毅 （10回、大分3区）     | 遠藤利明 （10回、山形1区）   | 佐藤勉 （10回、比例北関東）   | 菅義偉 （10回、神奈川2区）     | 高市早苗 （10回、奈良2区）   |
| 小渕優子 （9回、群馬5区）    | 梶山弘志 （9回、茨城4区）    | 土屋品子 （9回、埼玉16区）    | 江藤拓 （8回、宮崎2区）        | 小泉龍司 （8回、埼玉11区）   |
| 後藤茂之 （8回、長野4区）    | 古川禎久 （8回、宮崎3区）    | 赤沢亮正 （7回、鳥取2区）     | 阿部俊子 （7回、比例九州）     | 平将明 （7回、東京4区）      |
| 西銘恒三郎 （7回、沖縄4区）  | 丹羽秀樹 （7回、愛知6区）    | 御法川信英 （7回、比例東北）  | 小泉進次郎 （6回、神奈川11区） | 齋藤健 （6回、千葉7区）      |
| 坂井学 （6回、神奈川5区）    | 橘慶一郎 （6回、富山3区）    | 田中良生 （6回、埼玉15区）    | 大串正樹 （5回、比例近畿）     | 大野敬太郎 （5回、香川3区）  |
| 黄川田仁志 （5回、埼玉3区）  | 武村展英 （5回、滋賀3区）    | 田所嘉徳 （5回、比例北関東）  | 冨樫博之 （5回、秋田1区）      | 藤井比早之 （5回、兵庫4区）  |
| 星野剛士 （5回、比例南関東） | 加藤鮎子 （4回、山形3区）    | 三谷英弘 （4回、比例南関東）  | 穂坂泰 （3回、埼玉4区）        | 本田太郎 （3回、京都5区）    |
| 安藤高夫 （2回、比例東京）   | 勝目康 (2回、京都1区)        | 川崎秀人 （2回、比例東海）    | 長谷川淳二 （2回、愛媛3区）    | 古川直季 （2回、比例南関東） |
| 中野英幸 （2回、比例北関東） | 西野太亮 （2回、熊本2区）    | 保岡宏武 （2回、比例九州）    | 大空幸星 （1回、比例東京）     | 大西洋平 （1回、東京16区）   |
| 草間剛 （1回、神奈川19区）   | 栗原渉 （1回、福岡5区）      | 小池正昭 （1回、千葉10区）    | 坂本竜太郎 （1回、福島4区）    | 島田智明 （1回、比例近畿）   |
| 根本拓 （1回、比例東北）     | 福田かおる （1回、東京18区） | 福原淳嗣 （1回、比例東北）    | 向山淳 （1回、比例北海道）     | 森下千里 （1回、比例東北）   |
| 山本大地 （1回、和歌山1区）  | 若山慎司 （1回、比例東海）   |                               |                                |                              |

| 田村憲久 （10回、三重1区） | 石田真敏 （9回、比例近畿）       | 小野寺五典 （9回、宮城5区）  | 金子恭之 （9回、熊本4区）    | 平井卓也 （9回、比例四国）       |
| 上川陽子 （8回、静岡1区）  | 寺田稔 （7回、比例中国）         | 葉梨康弘 （7回、茨城3区）    | 石原宏高 （6回、東京3区）    | 木原誠二 （6回、東京20区）       |
| 岩田和親 （5回、比例九州） | 古賀篤 （5回、福岡3区）          | 國場幸之助 （5回、比例九州） | 小林史明 （5回、広島6区）    | 辻清人 （5回、東京2区）          |
| 藤丸敏 （5回、福岡7区）    | 堀内詔子 （5回、山梨2区）        | 村井英樹 （5回、埼玉1区）    | 国光文乃 （3回、比例北関東） | 西田昭二 （3回、比例北陸信越）） |
| 深澤陽一 （3回、比例東海） | 林芳正 （参院5回・2回、山口3区） | 石橋林太郎 （2回、比例中国） | 金子容三 （2回、長崎3区）    | 神田潤一 （2回、青森2区）        |

| 森山裕 （参院1回・8回、鹿児島4区） | 坂本哲志 （8回、熊本3区）  | 城内実 （7回、静岡7区） | 上野賢一郎 （6回、滋賀2区） | 田野瀬太道 （5回、奈良3区） |
| 鬼木誠 （5回、比例九州）           | 宮路拓馬 （4回、比例九州） |                         |                             |                             |

| 松野博一 （9回、千葉3区） | 柴山昌彦 （8回、埼玉8区）    | 松島みどり （8回、東京14区） | 稲田朋美 （7回、福井1区） | 宮下一郎 （7回、長野5区）  |
| 関芳弘 （6回、兵庫3区）   | 中根一幸 （6回、比例北関東） | 佐々木紀 （5回、石川2区）    | 田畑裕明 （5回、富山1区） | 根本幸典 （5回、愛知15区） |
| 福田達夫 （5回、群馬4区） | 簗和生 （5回、栃木3区）      | 高木啓 （3回、東京12区）     | 加藤竜祥 （2回、長崎2区） | 小森卓郎 （2回、石川1区）  |
| 塩崎彰久 （2回、愛媛1区） | 鈴木英敬 （2回、三重4区）    | 松本尚 （2回、千葉13区）     | 岸信千世 （2回、山口2区） | 吉田真次 （2回、比例中国） |

（合計119名）

## 参議院議員
| 桜井充 （5回、宮城県）           | 関口昌一 （5回、埼玉県）   | 松下新平 （4回、宮崎県）       | 福岡資麿 （衆院1回・3回、佐賀県 | 青木一彦 （3回、鳥取県・島根県） |
| 阿達雅志 （3回、比例区）         | 石井準一 （3回、千葉県）   | 三原じゅん子 （3回、神奈川県） | 三宅伸吾 （2回、香川県）        | 柘植芳文 （2回、比例区）         |
| 舞立昇治 （2回、鳥取県・島根県） | 山田太郎 （2回、比例区）   | 和田政宗 （2回、比例区）       | 青山繁晴 （2回、比例区）        | 朝日健太郎 （2回、東京都）       |
| 赤松健 （1回、比例区）           | 長谷川英晴 （1回、比例区） | 田中昌史 （1回、比例区）       | 中田宏 （1回・衆院4回、比例区） | 藤井一博 （1回、比例区）         |
| 星北斗 （1回、福島県）           | 本田顕子 （1回、比例区）   |                                |                                 |                                  |

| 松山政司 （4回、福岡県） | 宮澤洋一 （3回・衆院3回、広島県） | 磯﨑仁彦 （3回、香川県） | 古賀友一郎 （2回、長崎県） | 馬場成志 （2回、熊本県） |
| 森屋宏 （2回、山梨県）   | 足立敏之 （2回、比例区）          | 小鑓隆史 （2回、滋賀県） | 藤木眞也 （2回、比例区）   | 山本啓介 （1回、長崎県） |
| 吉井章 （1回、京都府）   | 小林一大 （1回、新潟県）          | 越智俊之 （1回、比例区） |                            |                          |

| 山田俊男 （3回・比例区） |

| 山崎正昭 （6回、福井県）          | 橋本聖子 （5回、比例区）          | 岡田直樹 （4回、石川県）      | 末松信介 （4回、兵庫県）        | 野上浩太郎 （4回、富山県）      |
| 山本順三 （4回、愛媛県）          | 山谷えり子 （衆1回・3回、比例区） | 上野通子 （3回、栃木県）      | 江島潔 （3回、山口県）          | 衛藤晟一 （衆4回・3回、比例区） |
| 片山さつき （衆1回・3回、比例区） | 北村経夫 （3回、山口県）          | 西田昌司 （3回、京都府）      | 長谷川岳 （3回、北海道）        | 古川俊治 （3回、埼玉県）        |
| 宮本周司 （3回、石川県）          | 森まさこ （3回、福島県）          | 山田宏 （衆2回・2回、比例区） | 赤池誠章 （衆1回・2回、比例区） | 石井正弘 （2回、岡山県）        |
| 石田昌宏 （2回、比例区）          | 井上義行 （2回、比例区）          | 太田房江 （2回、大阪府）      | 酒井庸行 （2回、愛知県）        | 佐藤啓 （2回、奈良県）          |
| 滝波宏文 （2回、福井県）          | 長峯誠 （2回、宮崎県）            | 羽生田俊 （2回、比例区）      | 堀井巌 （2回、奈良県）          | 松川るい （2回、大阪府）        |
| 吉川有美 （2回、三重県）          | 生稲晃子 （1回、東京都）          | 加田裕之 （1回、兵庫県）      | 古庄玄知 （1回、大分県）        | 白坂亜紀 （1回、大分県）        |
| 高橋はるみ （1回、北海道）        | 友納理緒 （1回、比例区）          |                               |                                 |                                 |

（計73名）

## 現在閣僚の議員
| 氏名         | 役職 | 内閣                     |
| ------------ | --- | ------------------------ |
| 石破茂       | 内閣総理大臣                                                                                              | 石破内閣 -               |
| 村上誠一郎   | 総務大臣                                                                                                  | 石破内閣 -               |
| 牧原秀樹     | 法務大臣                                                                                                  | 石破内閣 -               |
| 岩屋毅       | 外務大臣                                                                                                  | 石破内閣 -               |
| 阿部俊子     | 文部科学大臣                                                                                              | 石破内閣 -               |
| 福岡資麿     | 厚生労働大臣                                                                                              | 石破内閣 -               |
| 小里泰弘     | 農林水産大臣                                                                                              | 石破内閣 -               |
| 中谷元       | 防衛大臣                                                                                                  | 石破内閣 -               |
| 林芳正       | 内閣官房長官                                                                                              | 第2次岸田第2次改造内閣 - |
| 平将明       | デジタル大臣 内閣府特命担当大臣 （規制改革）                                                              | 石破内閣 -               |
| 伊藤忠彦     | 復興大臣                                                                                                  | 石破内閣 -               |
| 坂井学       | 国家公安委員会委員長 内閣府特命担当大臣 （防災） （海洋政策）                                             | 石破内閣 -               |
| 三原じゅん子 | 内閣府特命担当大臣 （こども政策） （少子化対策） （若者活躍） （男女共同参画） （共生・共助）             | 石破内閣 -               |
| 赤沢亮正     | 内閣府特命担当大臣 （経済財政政策）                                                                       | 石破内閣 -               |
| 城内実       | 内閣府特命担当大臣 （クールジャパン戦略） （知的財産戦略） （科学技術政策） （宇宙政策） （経済安全保障） | 石破内閣 -               |
| 伊東良孝     | 内閣府特命担当大臣 （沖縄及び北方対策） （消費者及び食品安全） （地方創生） （アイヌ施策）                | 石破内閣 -               |

## 現在党執行部の議員
| 氏名       | 役職           |
| ---------- | -------------- |
| 石破茂     | 総裁           |
| 菅義偉     | 副総裁         |
| 森山裕     | 幹事長         |
| 小野寺五典 | 政務調査会長   |
| 坂本哲志   | 国会対策委員長 |
| 小泉進次郎 | 選挙対策委員長 |
| 福田達夫   | 幹事長代行     |